# داغ‌لی (قوبا)
داغ‌لی (به لاتین: Dağlı) یک منطقه مسکونی در جمهوری آذربایجان است که در شهرستان قوبا واقع شده است. داغ‌لی ۲۲۵۳ نفر جمعیت دارد.